# U-20-Fußball-Südamerikameisterschaft 1987
Die XIII.U-20-Fußball-Südamerikameisterschaft 1987 fand vom 23. Januar 1987 bis zum 8. Februar 1987 in Kolumbien statt.
Ausgetragen wurden die Begegnungen zur Ermittlung des Turniersiegers in den Städten Pereira, Manizales, Cartago und Armenia. Es nahmen am Turnier die Nationalmannschaften Argentiniens, Boliviens, Brasiliens, Chiles, Ecuadors, Kolumbiens, Paraguays, Perus und Uruguays teil.
Gespielt wurde in zwei Gruppen und einer anschließend ebenfalls im Gruppenmodus ausgetragenen Finalphase. Aus der Veranstaltung ging Kolumbien als Sieger hervor. Die Plätze zwei bis vier belegten die Nationalteams aus Brasilien, Argentinien und Uruguay. Kolumbien und Brasilien qualifizierten sich somit für die Junioren-Fußballweltmeisterschaft 1987 in Chile.
Torschützenkönig des Turniers war der Argentinier Alejandro Russo mit vier erzielten Treffern.